# Монжуикское кладбище
Монжуикское кладбище (кат. Cementiri de Montjuïc) — некрополь в столице автономной области Каталония г. Барселона, расположено на горе Монтжуик (название неустановленного происхождения, возможно «еврейская гора» или «гора Юпитера»). Кладбище занимает часть горы Монтжуик со стороны моря. Монжуикское кладбище было построено в виде террас по проекту архитектора Леандро Альбареда. Кладбище открыто 17 марта 1883 года после расширения территории Барселоны и увеличения численности её жителей. Первое захоронение здесь состоялось 19 марта 1883 года. Сейчас на кладбище площадью 56 га имеется более миллиона погребений, колумбарий на около 150 000 мест.
На кладбище большинство захоронений осуществлено в бетонных нишах, которые представляют целые многоэтажные сооружения. Практически все здания на кладбище, склепы, скульптуры, памятники и монументы выполнены в готическом стиле.
На Монжуикском кладбище проводятся экскурсии, но фотографирование официально запрещено.

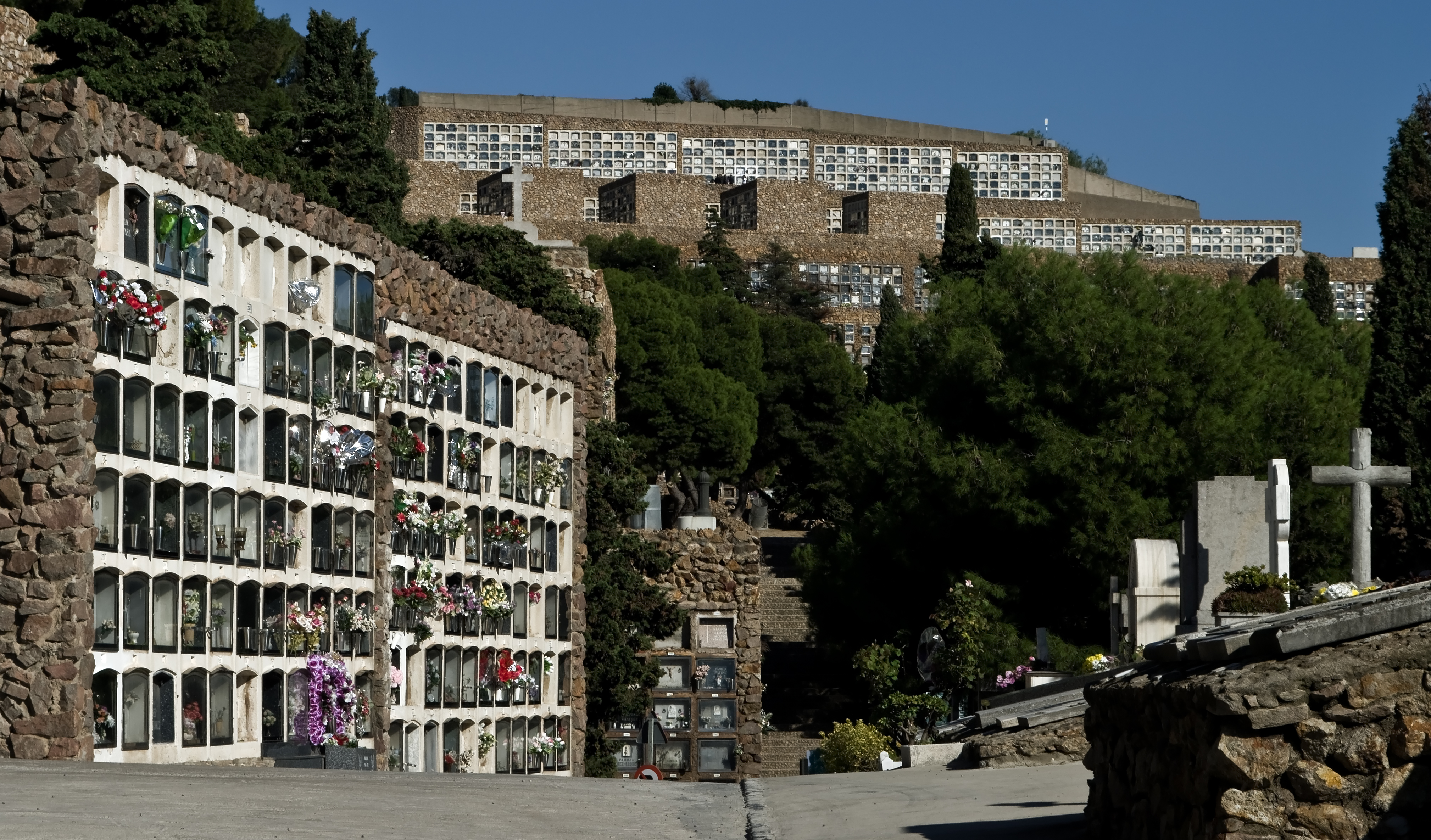

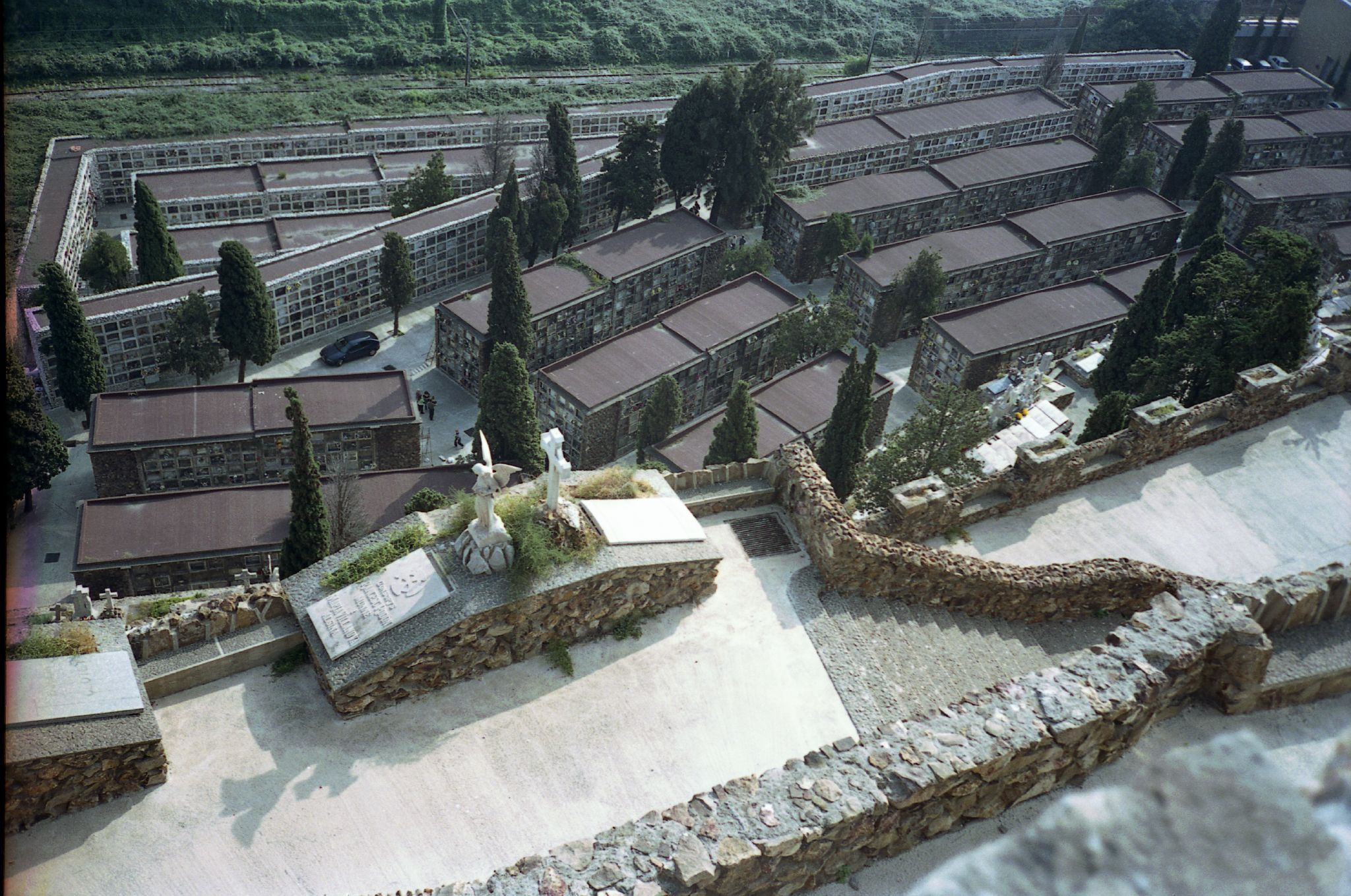

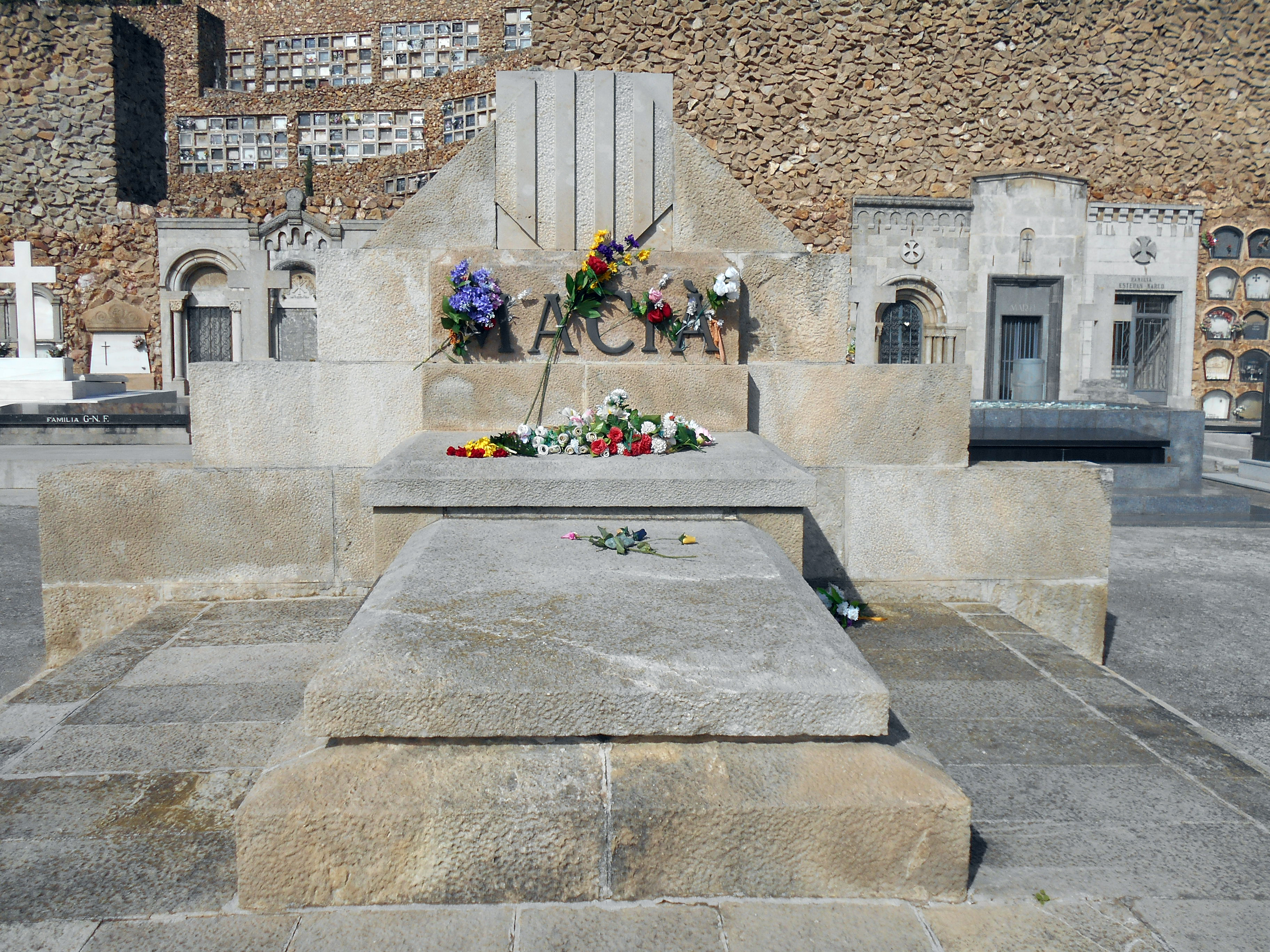

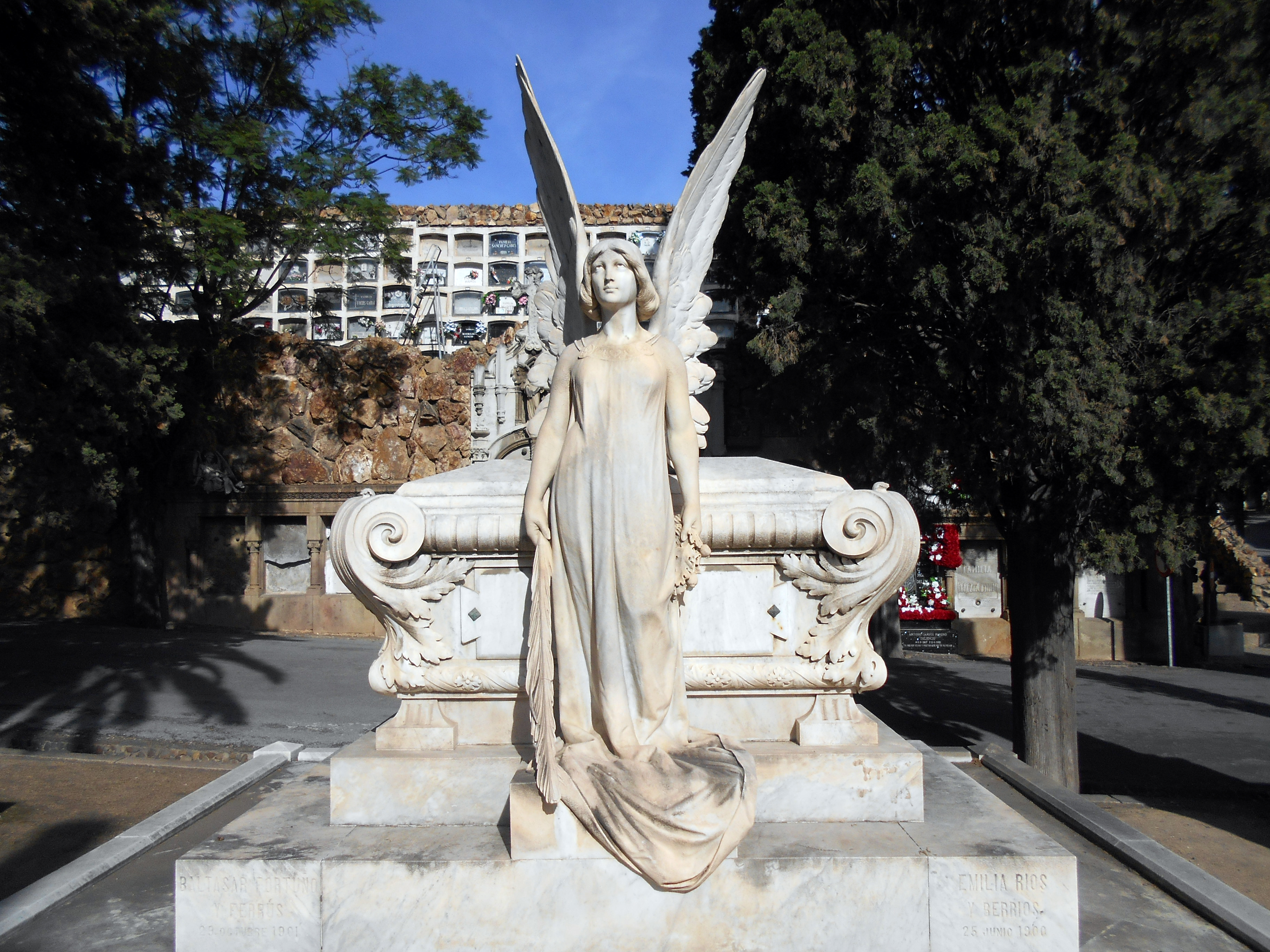

Здесь похоронены многие известные люди.

## Известные захоронения на Монжуикском кладбище
- Амайя, Кармен, танцовщица, певица, актриса кино, легендарная исполнительница танца фламенко.
- Альбенис, Исаак, композитор и пианист, один из основоположников испанской национальной музыкальной школы.
- Аскасо, Франсиско, политический деятель, анархист.
- Баймлер, Ганс, немецкий коммунист, участник Гражданской войны в Испании.
- Бонемасьон, Франческа, педагог и пропагандист женского образования в Каталонии.
- Бульто, Франсеск Хавьер, бизнесмен, конструктор мотоциклов Montesa Honda и Bultaco
- Вердагер, Жасинт, каталонский поэт, одна из центральных фигур каталонского Возрождения (ХІХ-ХХ вв).
- Гампер, Жоан, швейцарский спортсмен, основатель футбольного клуба «Барселона», её игрок и президент.
- Гимера, Анжел, поэт, драматург, писатель.
- Де лос Анхелес, Виктория, певица
- Дуррути, Буэнавентура, общественно-политический деятель.
- Казановас, Энрике, скульптор.
- Камбо-и-Батле, Франсеск, политик, основатель и лидер автономистской партии Lliga Regionalista.
- Карнер, Жозеп, поэт, драматург, журналист, переводчик.
- Касас, Рамон, художник.
- Клара, Жозеп, скульптор.
- Кларамунт, Тереза, политический деятель, анархистка.
- Компанис, Луис, политик.
- Кочиш, Шандор, венгерский футболист.
- Куруминас-и-Виньо, Жуан, лингвист.
- Масия, Франсеск, президент каталонской республики, испанский военный деятель.
- Матуте, Ана Мария, писательница.
- Мельер, Ракель, певица, актриса кино.
- Мильет-и-Пажес, Льюис, композитор.
- Миро, Жоан, художник.
- Момпоу, Федерико, композитор.
- Прат-де-ла-Риба, Энрик, политический и культурный деятель, один из основателей движения каталонских националистов в конце XIX столетия, публицист и теоретик каталонизма.
- Пуч Антик, Сальвадор, политический деятель, анархист.
- Сальват-Папассит, Джоан, поэт.
- Самаранч, Хуан Антонио, президент международного олимпийского комитета (МОК) (1980—2001), признан одним из наиболее выдающихся деятелей олимпийского движения XX века.
- Самора, Рикардо, футболист.
- Серда, Ильдефонс, градостроитель Барселоны.
- Рузиньол, Сантьяго, художник, поэт, прозаик, драматург.
- Ферран, Хайме, медик и бактериолог.
- Феррер, Франсеск, политический деятель, анархист.
- Эскобар, Антонио, военачальник, генерал. Участник гражданской войны 1936—1939 гг.

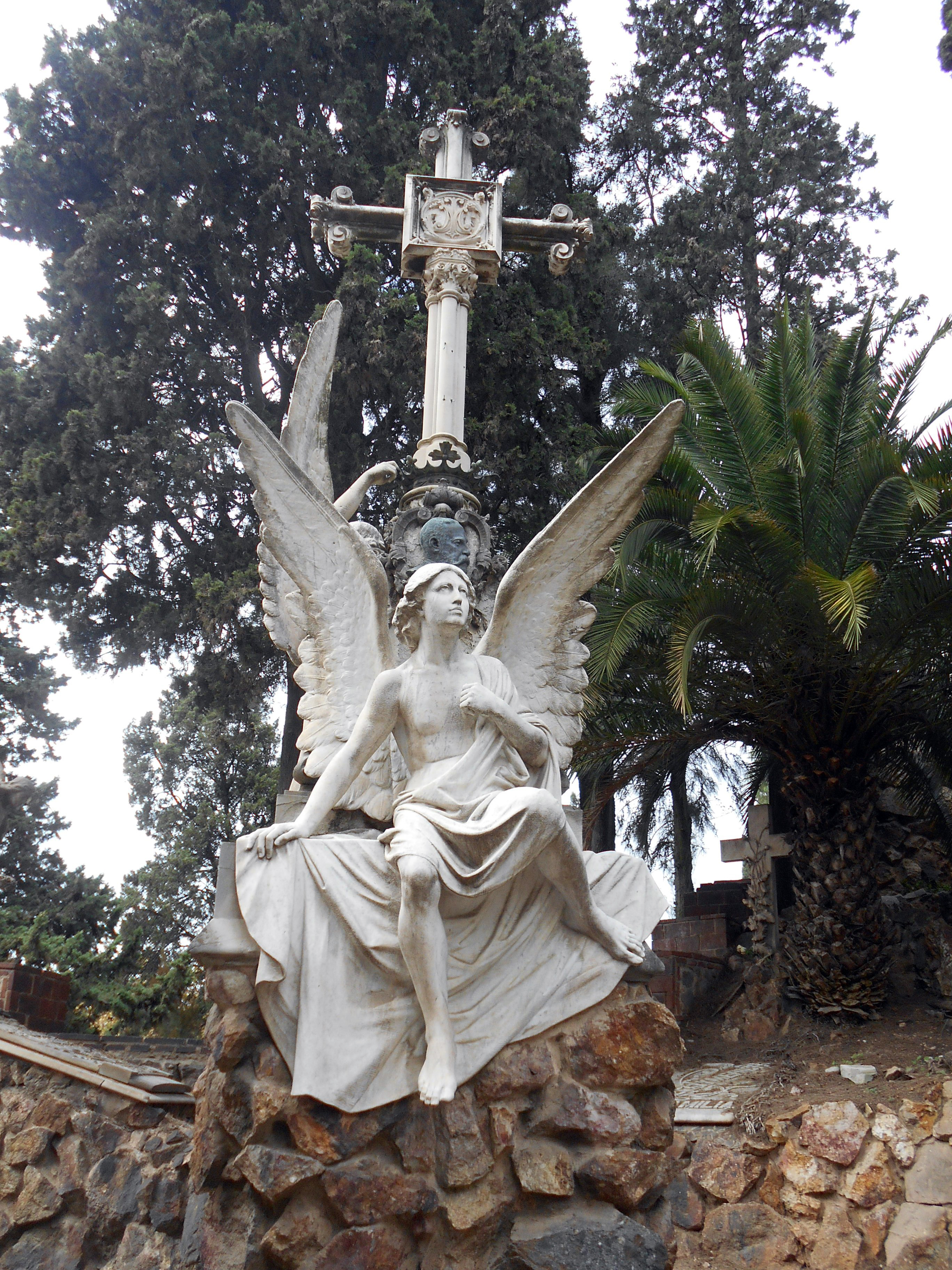
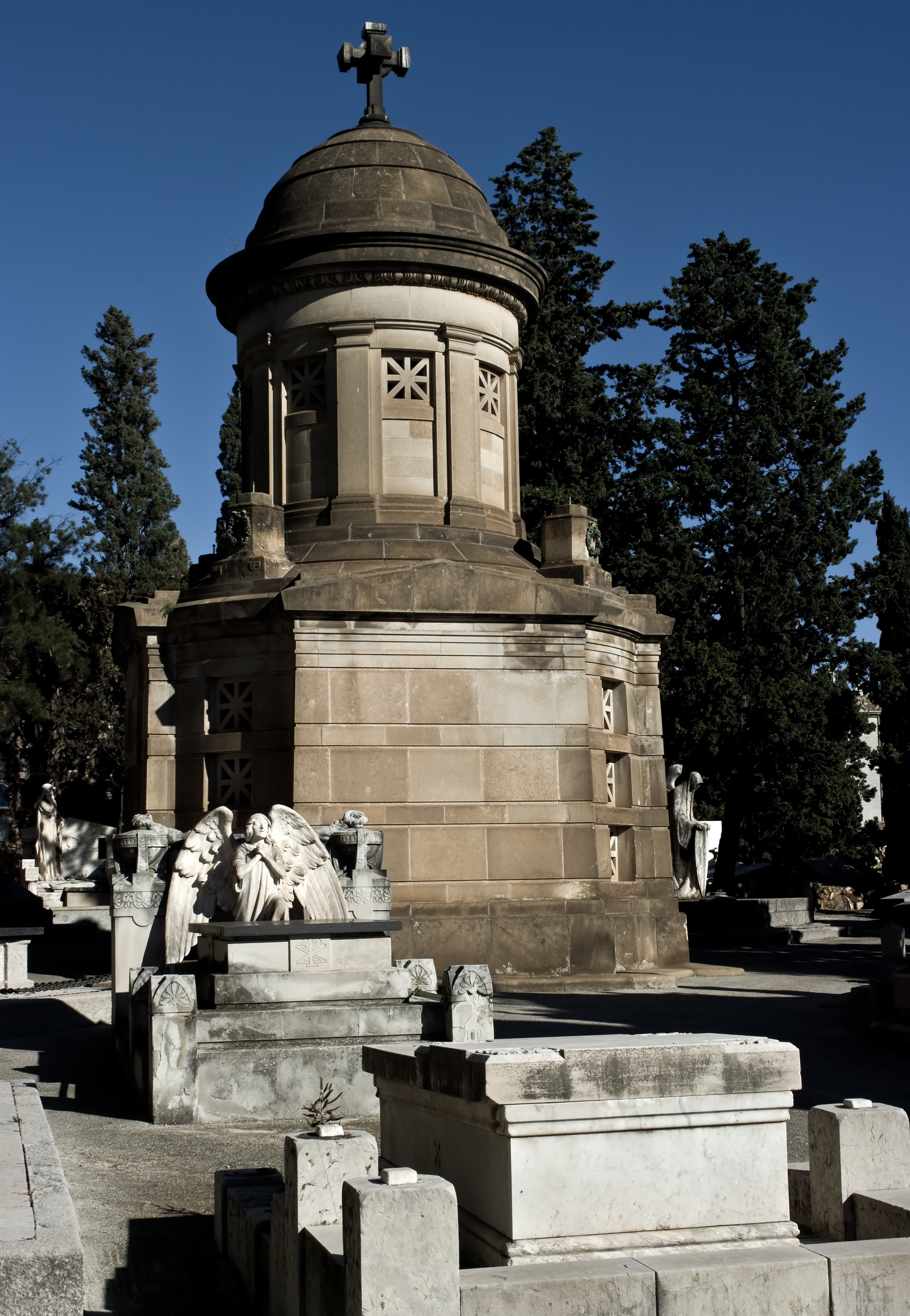
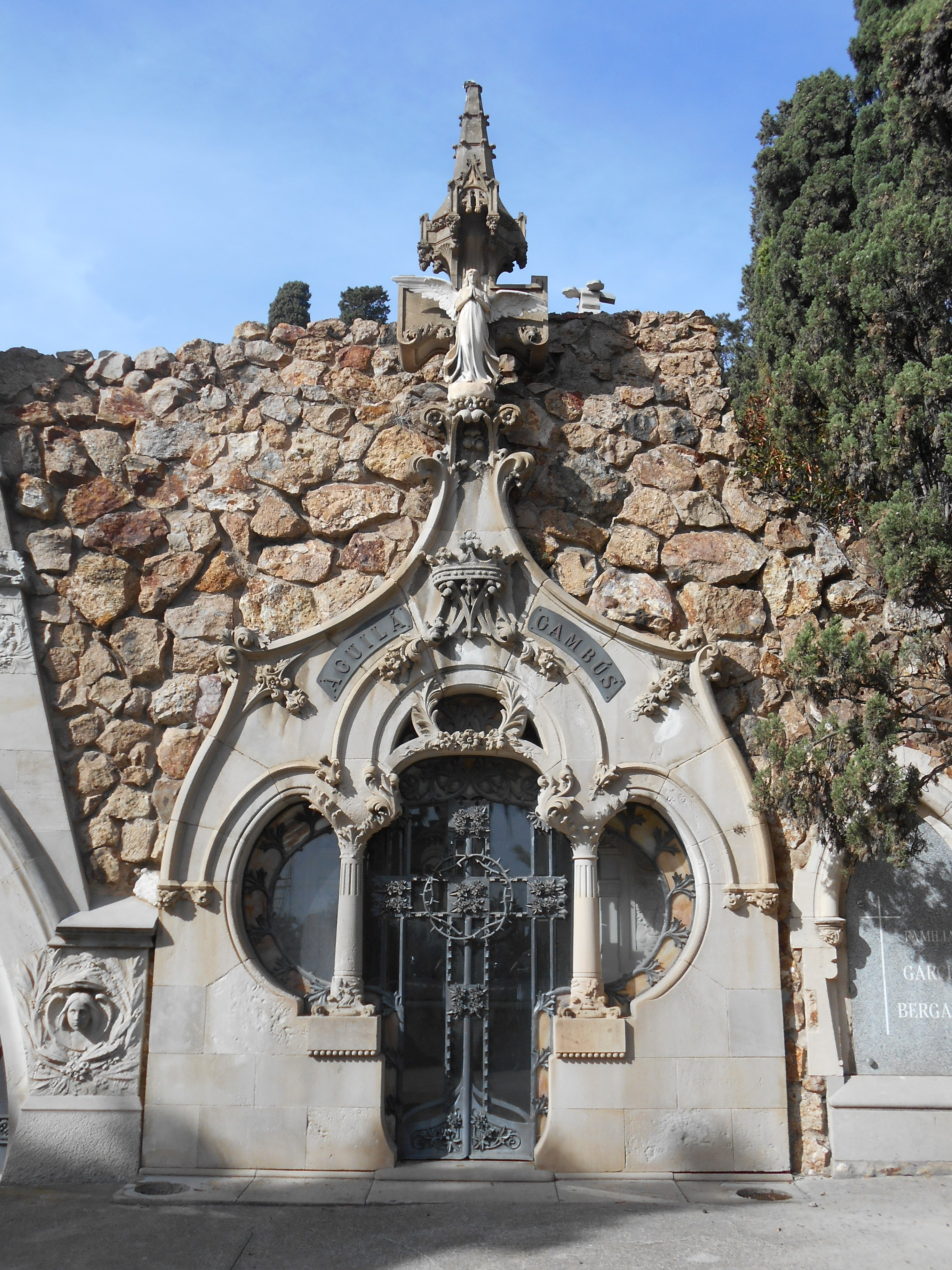
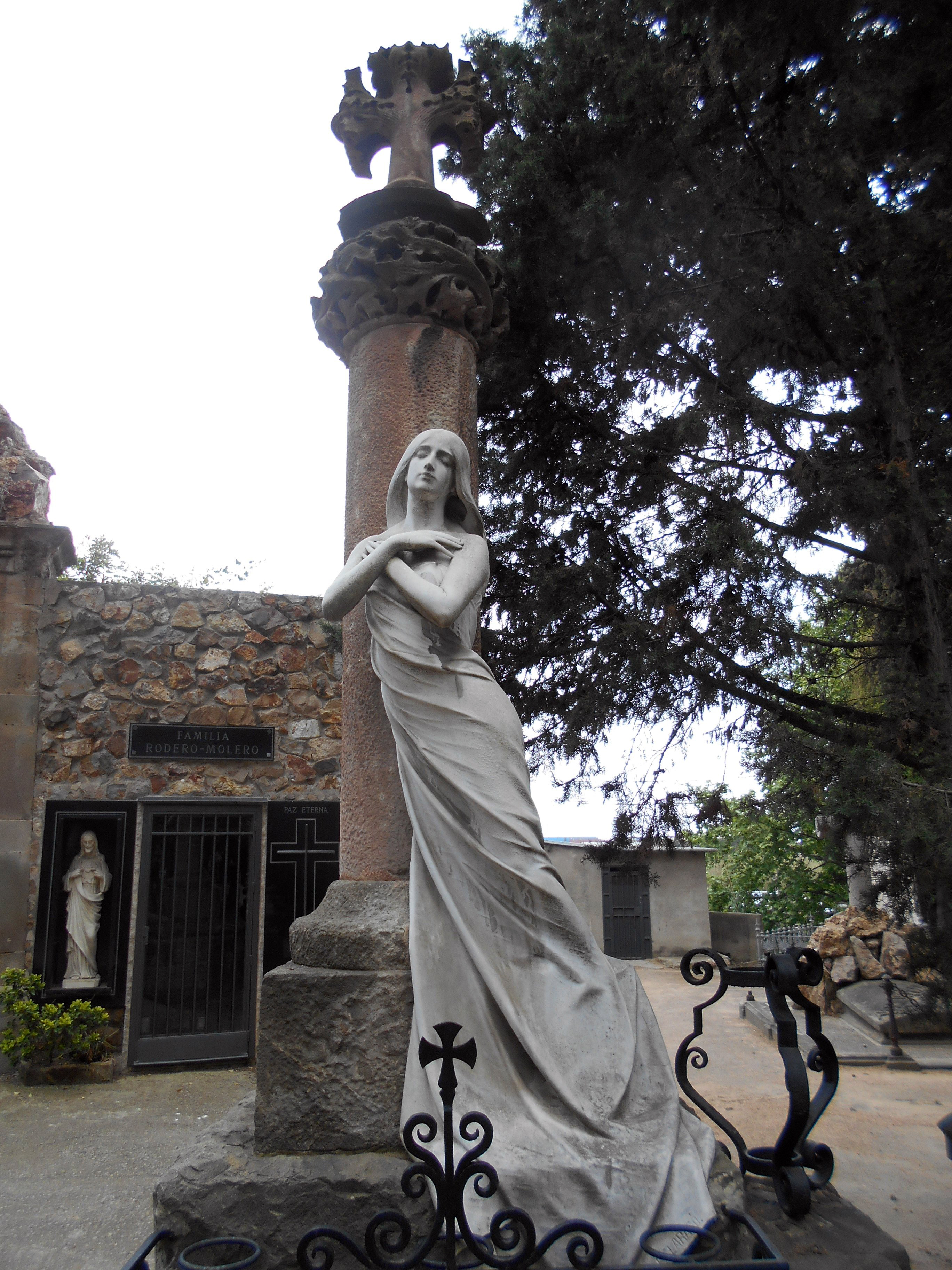
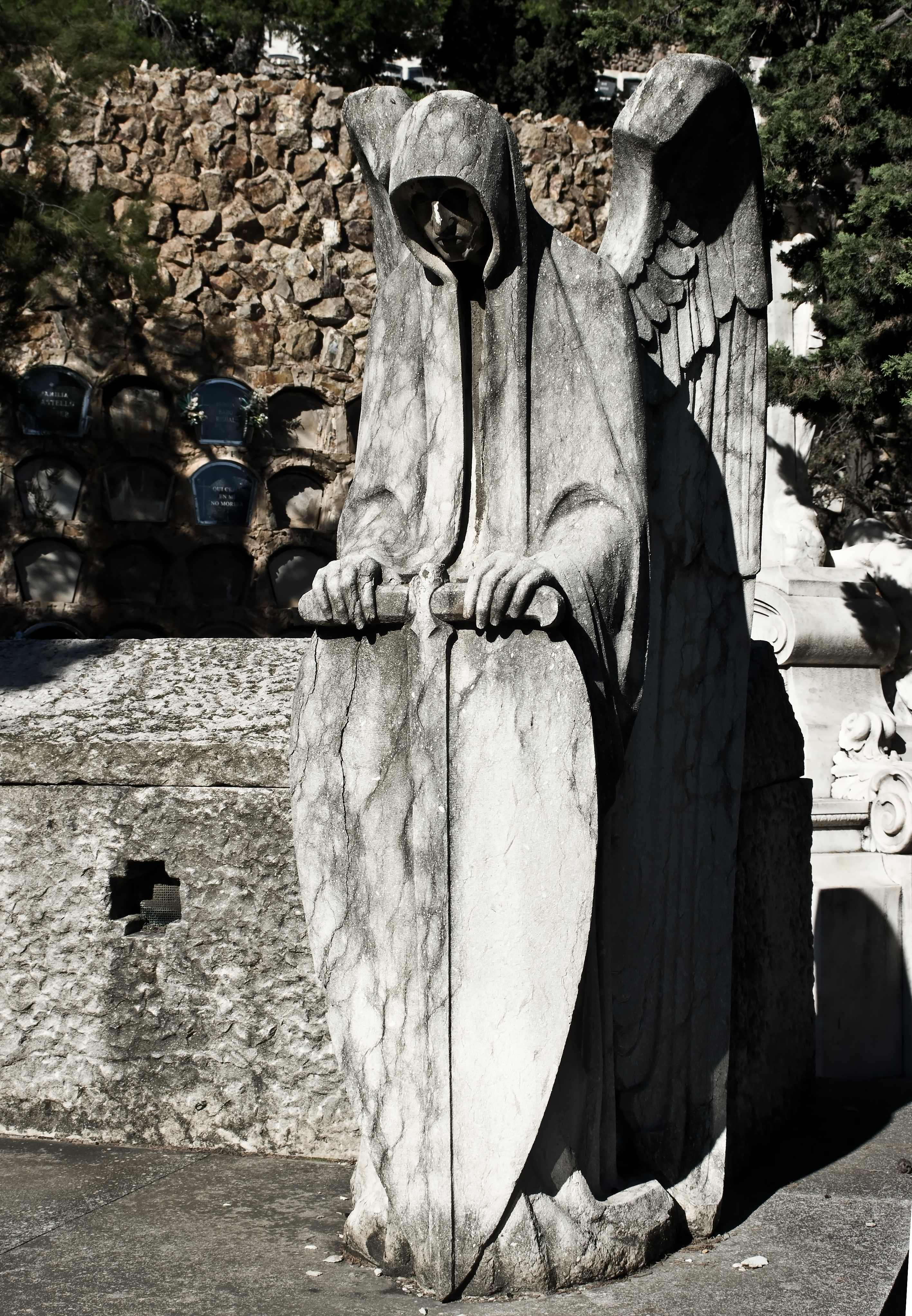
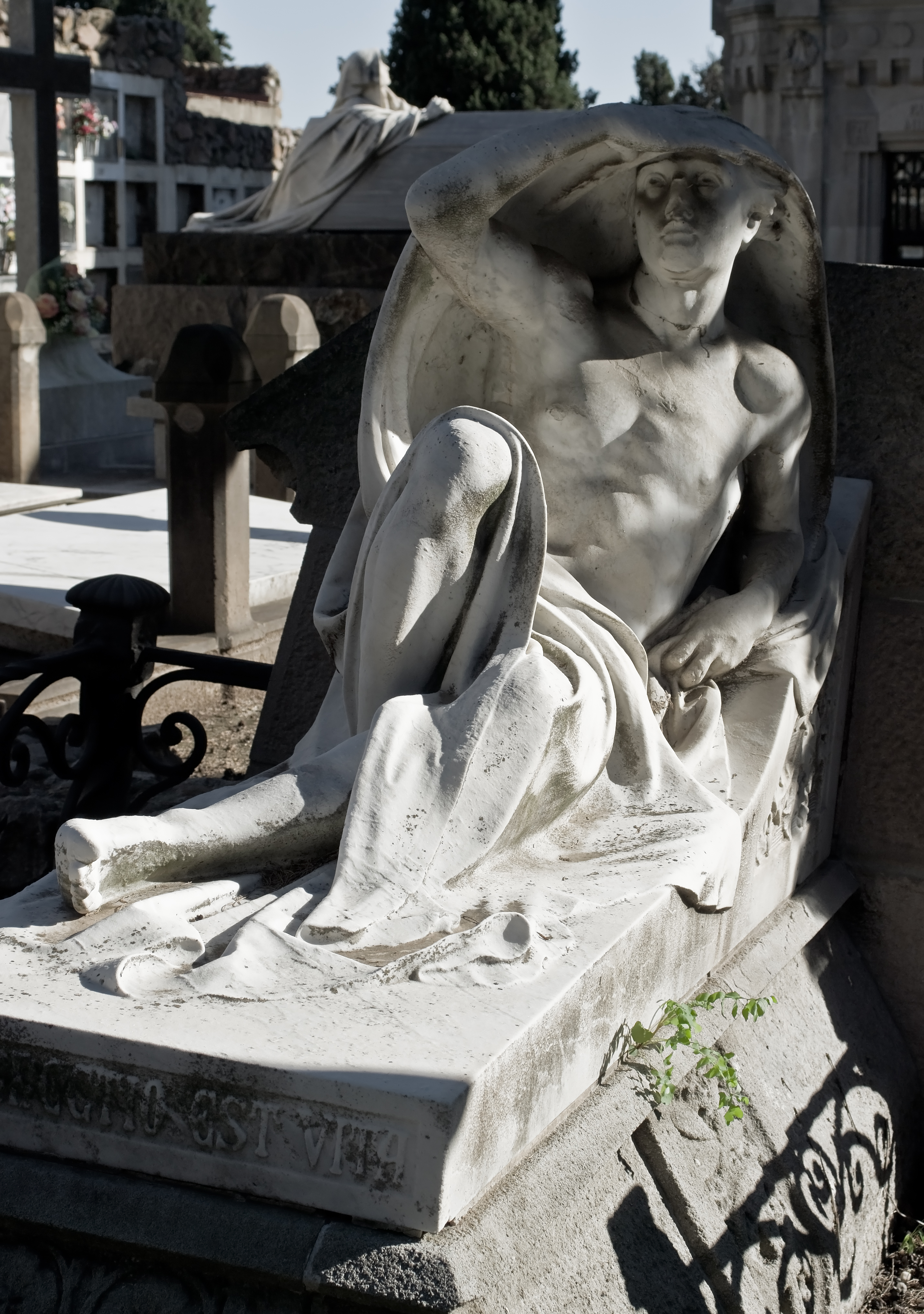
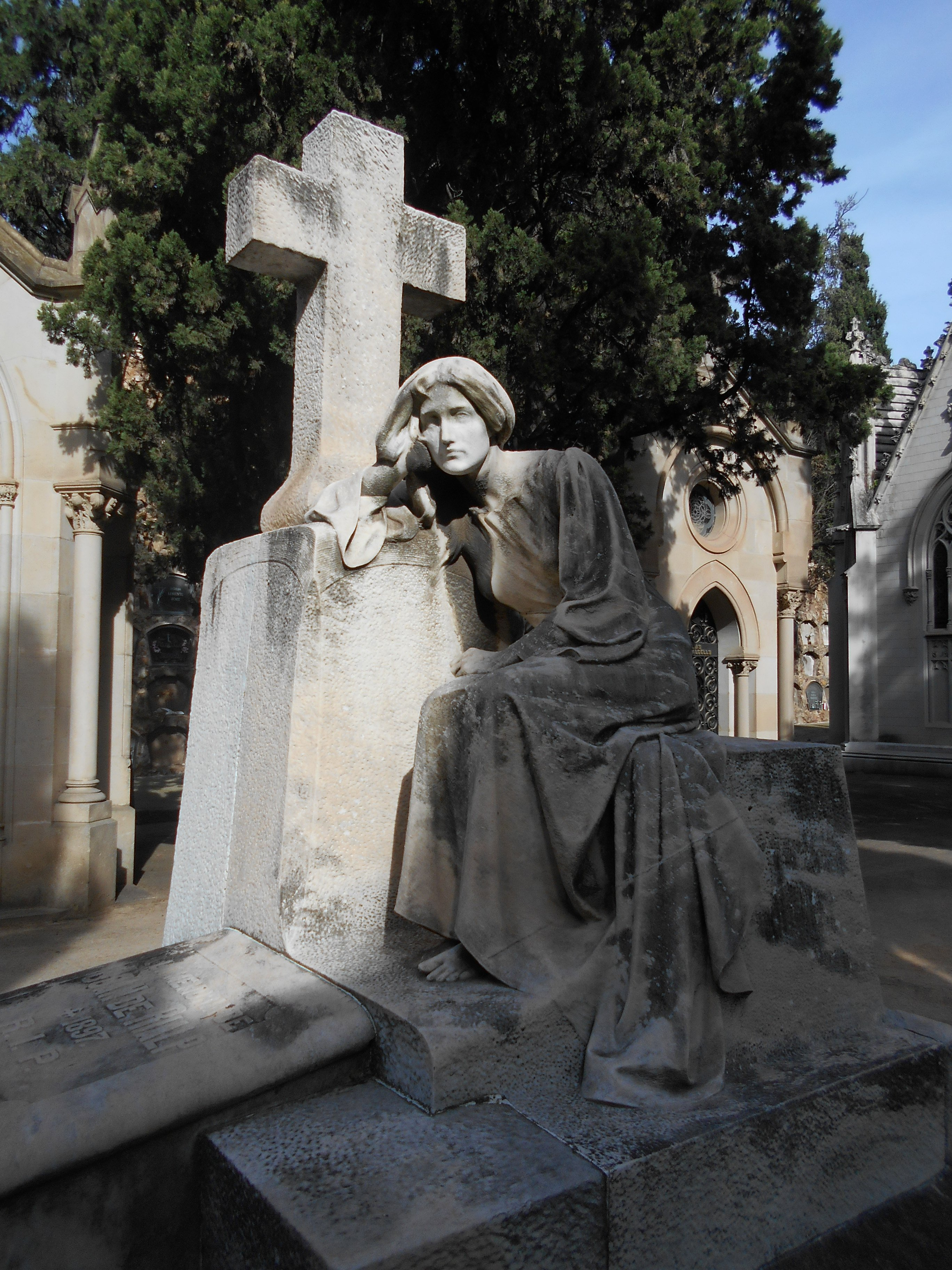
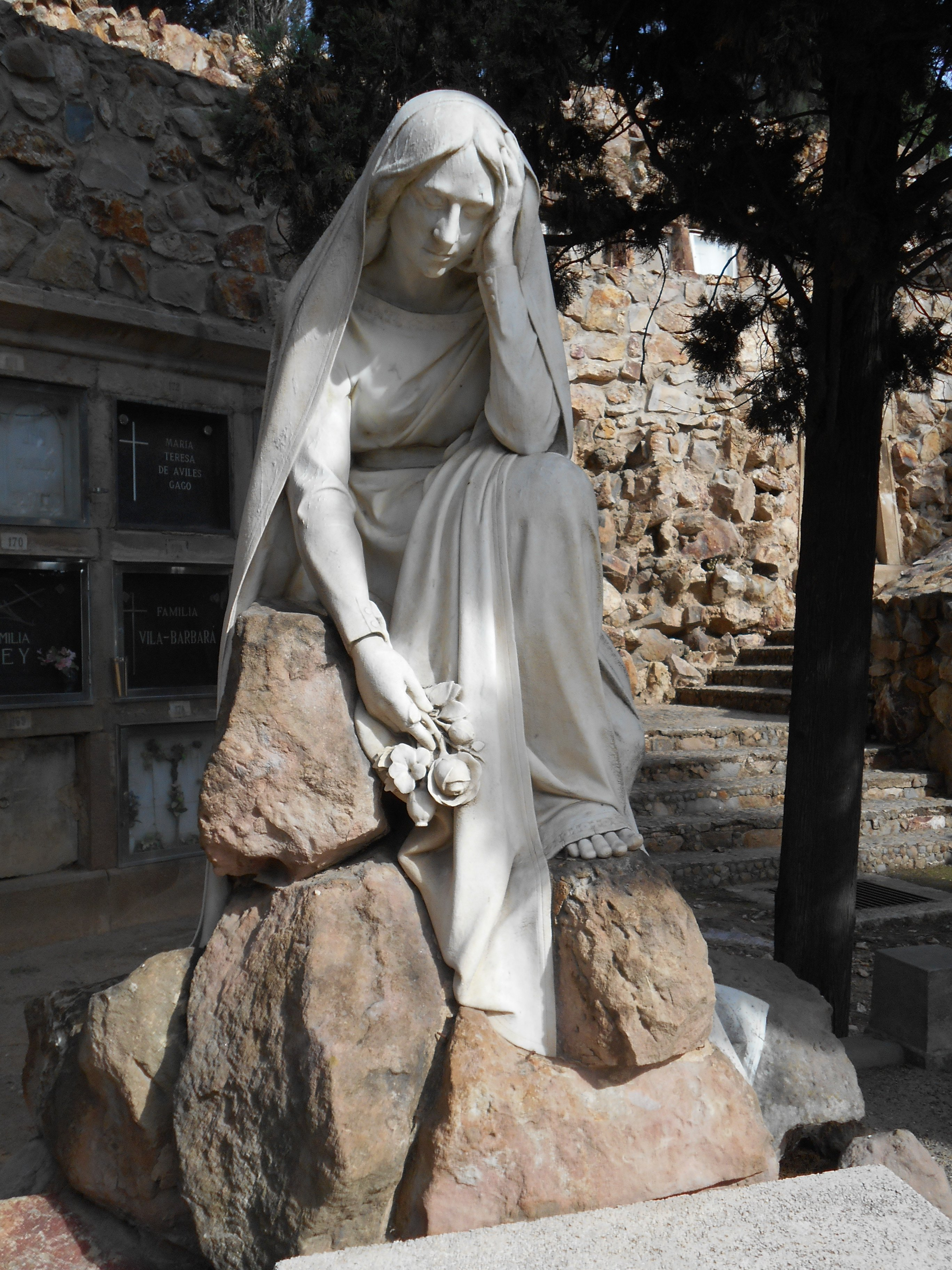
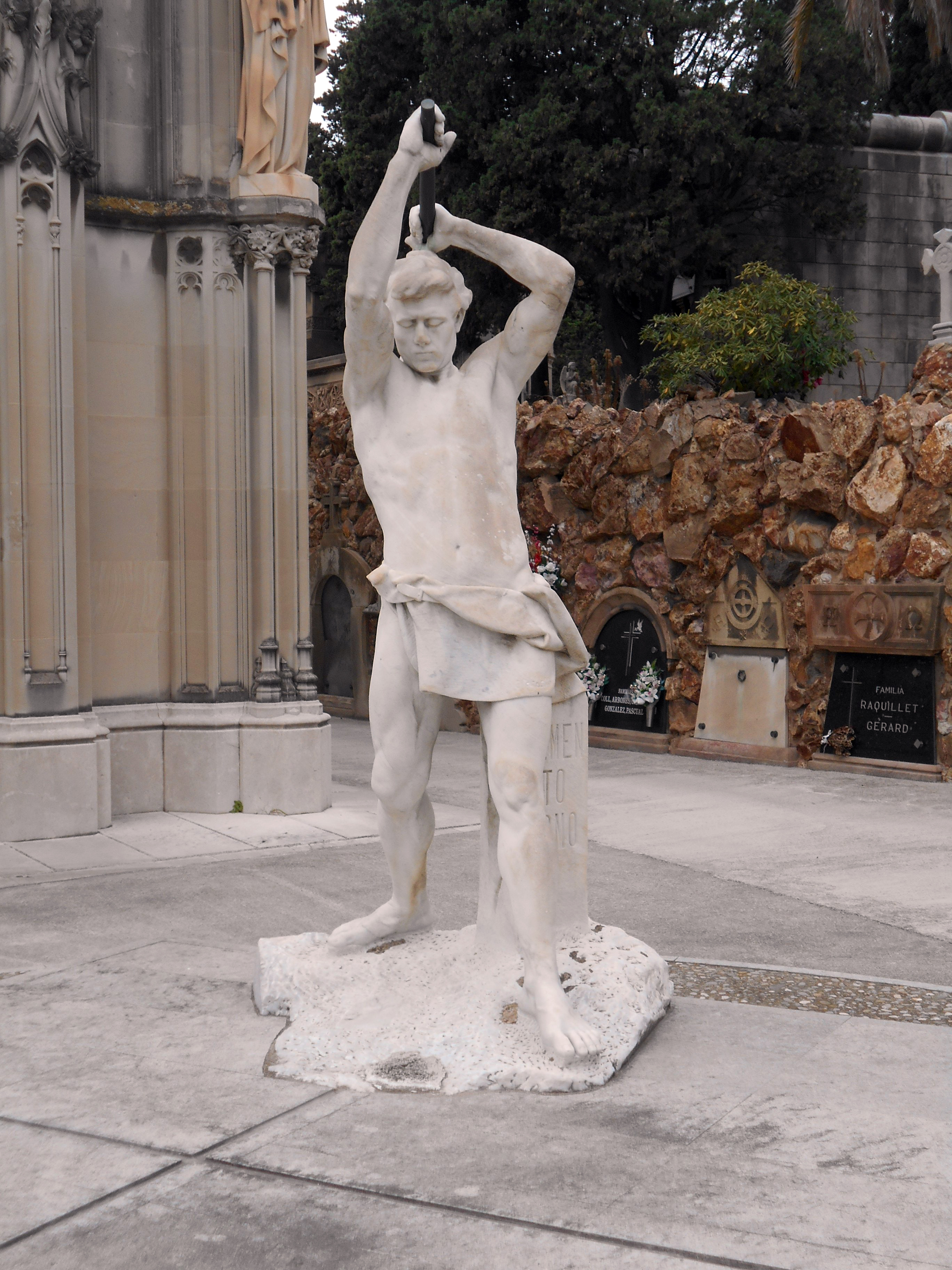
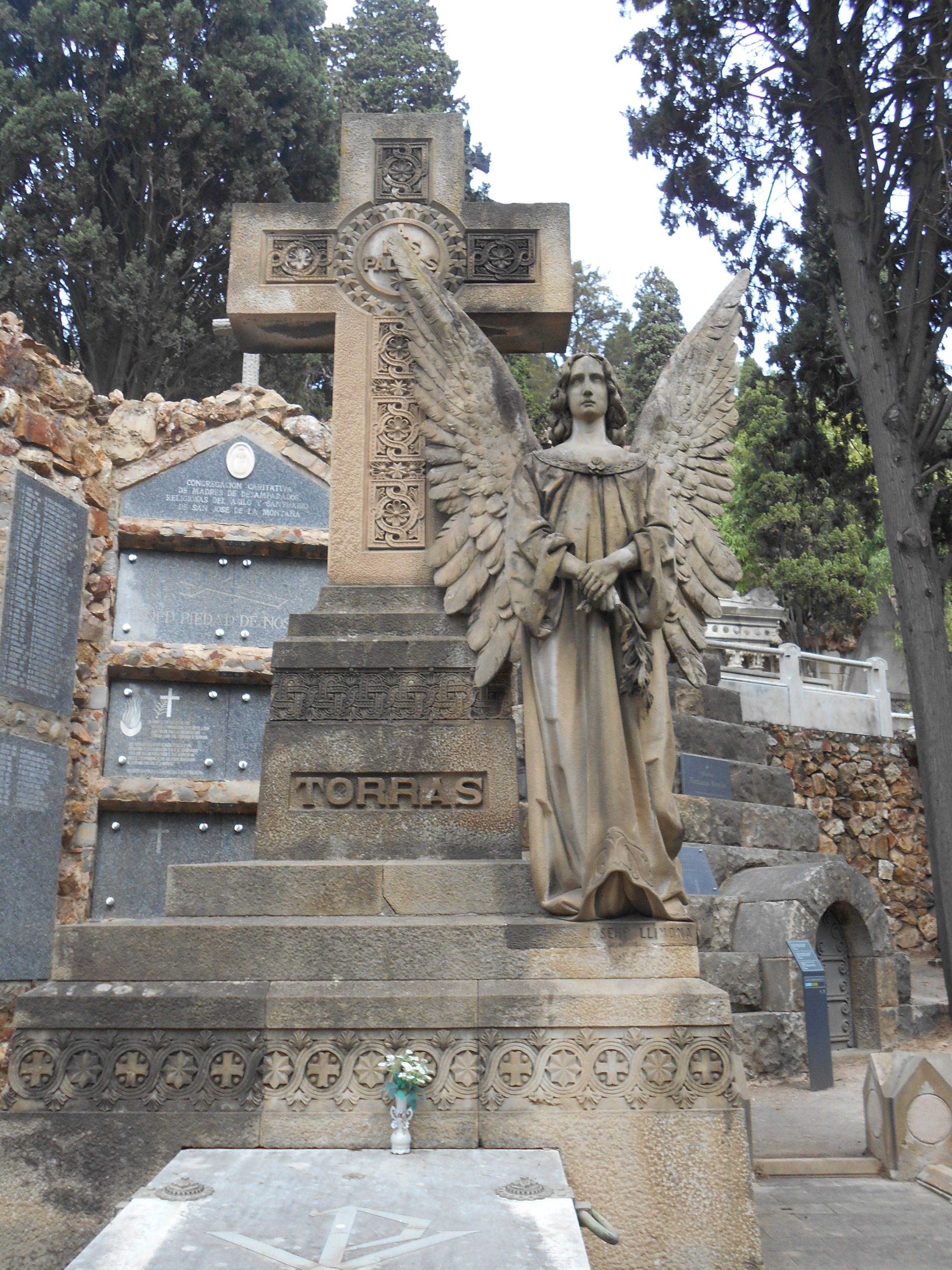
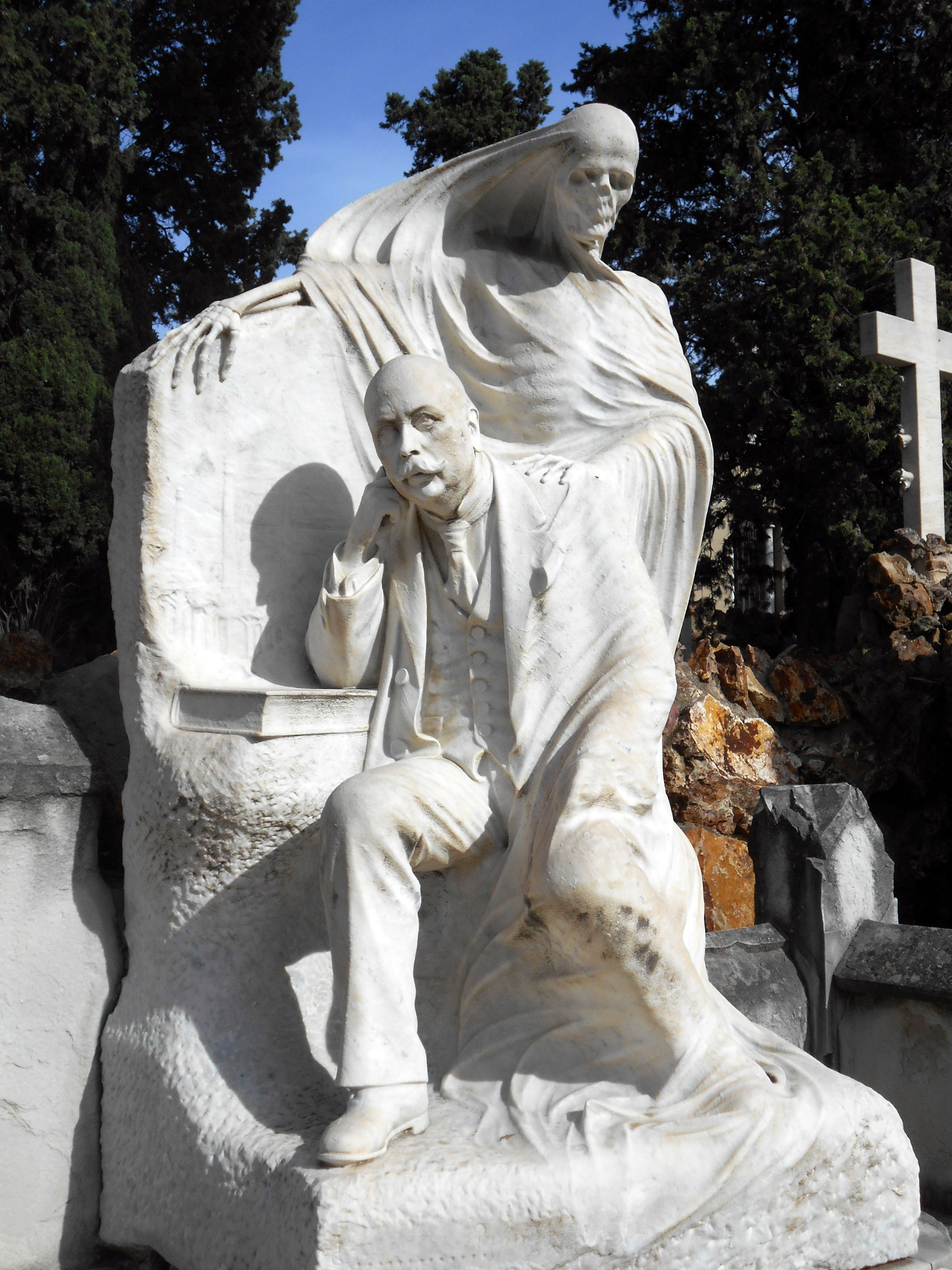
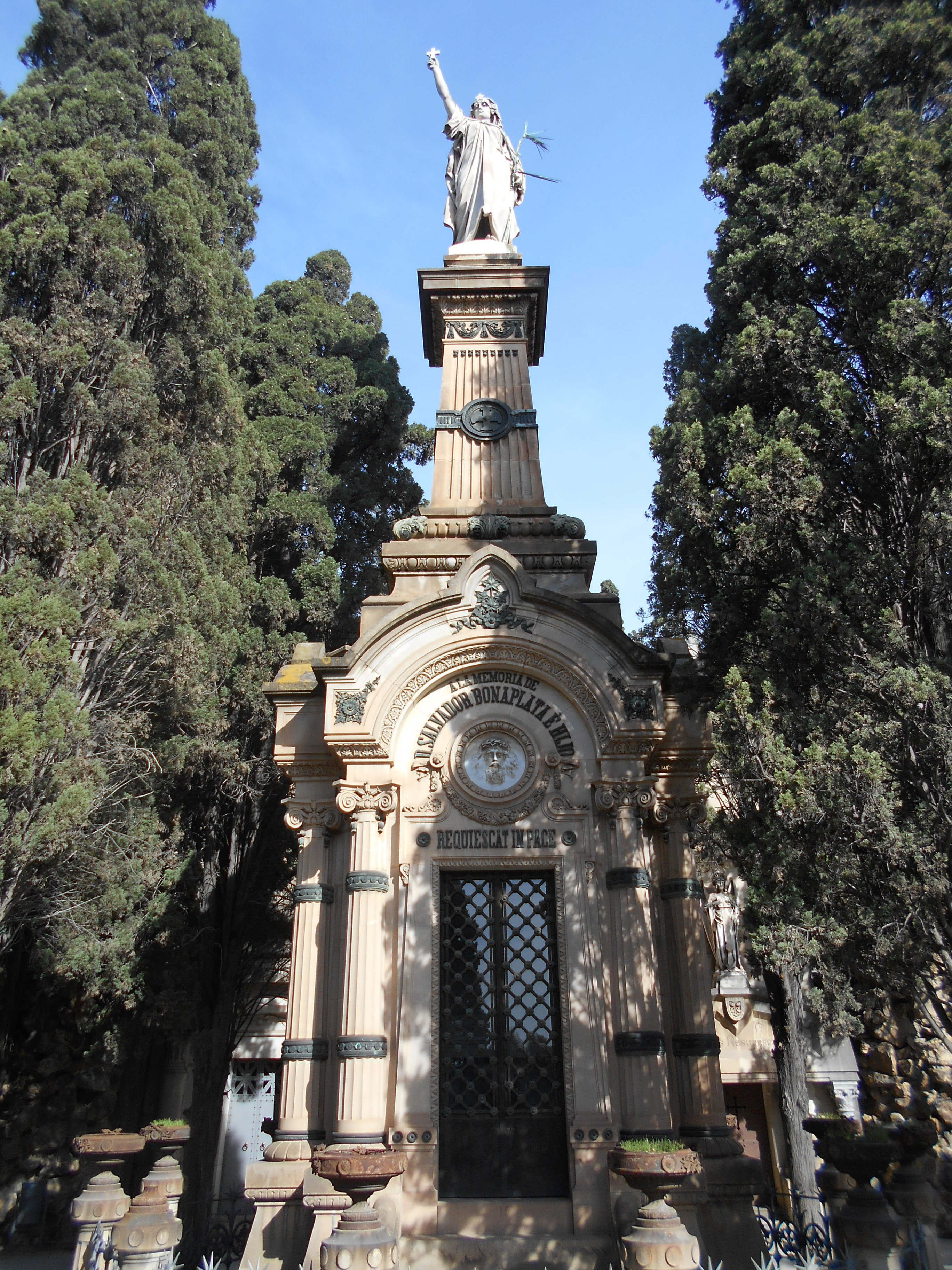